# Club Bolívar
El Club Bolívar es un club de fútbol boliviano de la ciudad de La Paz. Fue fundado el 12 de abril de 1925, y es identificado desde sus inicios con el color celeste. Actualmente juega en la Primera División de Bolivia.
Comenzó formalmente su actividad futbolística en 1927, temporada en la que ingresó a la Segunda División de la Asociación de Fútbol de La Paz. Las actividades del club durante los años de 1925 y 1926 fueron únicamente sociales y culturales.
El club debutó profesionalmente en el campeonato paceño de 1950. Ya en 1954, inició su participación en campeonatos nacionales, donde obtuvo 31 títulos hasta 2024. También participó en otros torneos nacionales como la Copa Liga, el Torneo Play Off, el Torneo de Invierno, la Copa DivPro y la Copa Bolivia.
En 1967 accedió por primera vez a competiciones internacionales. Desde entonces, acumula 39 participaciones en la Copa Libertadores, 13 en la Copa Sudamericana y 1 en la Copa Conmebol. Sus mejores actuaciones se dieron en los años 1986 y 2014, cuando llegó a las semifinales de la Copa Libertadores de América y en 2004 cuando fue finalista de la Copa Sudamericana. También alcanzó las semifinales de esta competencia en la edición de 2002.
A través de su historia ha incursionado en diversos deportes. Aunque desde hace décadas su dedicación ha sido exclusiva al futbol. 
Su estadio es el Libertador Simón Bolívar ubicado en la zona de Tembladerani de la ciudad de La Paz. Dicho estadio es solamente utilizado para entrenamientos y partidos amistosos, ya que para partidos oficiales el club juega de local en el Estadio Hernando Siles, recinto que cuenta con una capacidad para 45.143 personas.
Desde septiembre del año 2008, y tras un proceso de quiebra, es administrado por la sociedad de responsabilidad limitada Baisa S.R.L. bajo un sistema de concesión. La institución paralela tiene como presidente a Marcelo Claure, quien es el socio mayoritario.
Su clásico rival es el Club The Strongest, de la misma ciudad, con el cual protagoniza el clásico paceño.

## Historia

### Fundación
El club nació el 12 de abril de 1925 al calor de una amistad y el entusiasmo de un grupo de amigos que con la idea de formar un club social, cuyo objetivo era la práctica del deporte, en especial el fútbol, se reunieron en una modesta casa colonial del centro de La Paz, específicamente en la calle Junín, entre Catacora y Sucre, a menos de dos cuadras de la Plaza Murillo, donde se decidió crear este con un nombre inusual, Bolívar, a contramano de los nombres habituales de los equipos bolivianos de ese entonces, la mayoría de ellos bautizados con nombres en inglés. Se pensó en nombres como el de Franz Tamayo o Antonio José de Sucre. Mas, en homenaje al Libertador Simón Bolívar se decidió por Bolívar.
A pesar de que los fundadores tenían como pasión dominante la práctica del fútbol, como se estilaba en la época le añadieron el ingrediente cultural con el denominativo adicional de “club literario musical”, es decir el club se fundó originalmente con el nombre de "Club Atlético Literario Musical Bolívar" que muy pronto se diluyó por la fuerza del equipo de fútbol y sus distintivos logros, quedando reducido solamente a Club Bolívar.
Tuvo a su cargo la dirección del club en forma provisional don Humberto Bonifacio, hasta que por una elección democrática fue elegido primer
presidente Carlos Terán, quien estuvo acompañado de Ernesto Sainz, Héctor Salcedo, Rafael Navarro y Felipe Gutiérrez. Todos ellos se reunían los fines de semana en la zona norte para jugar al fútbol.

### Era Amateur

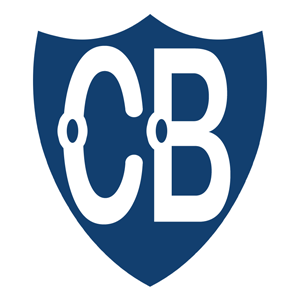
Primer escudo del club

En 1927, dos años después de su fundación el Club Bolívar se inscribió a La Paz Fútbol Asociation, Bolívar por primera vez participó en un campeonato oficial, que se jugó en la cancha de Miraflores donde logró el subcampeonato.
El primer equipo que disputó el campeonato de 1927 en el que, siendo debutante logró el subcampeonato detrás de Nimbles Sport estaba conformado por un equipo estable que estaba integrado por Walter Miranda, Enrique Tellería, Felipe Gutiérrez Nieto, Víctor Leclere, Carlos Terán, Germán Garnica, Roberto Segaline, Miguel Carreón, Luis Ernesto Sanz, siendo su capitán Humberto Barreda. Fueron incorporados un año después Alfredo Molina, Roberto Gómez y Carlos Álvarez.
Su primer partido amistoso internacional lo disputó el 3 de junio de 1927 al enfrentar en La Paz a Coquimbo Unido de Chile, fue derrotado por 2 a 1.
En 1928 los celestes ocupan el quinto lugar en la tabla de colocaciones.
En el torneo oficial del año 1929, el club Bolívar consigue el tercer lugar.
El 11 de mayo de 1930 se inicia el campeonato oficial, y finaliza el 30 de julio en el estadio principal Estadio Hernando Siles, consiguiendo el subcampeonato el club Bolívar con siete unidades.
En 1931 el torneo se cumplió con deficientes actuaciones de parte de los equipos que no contaban con buenas divisiones inferiores, limitándose el campeonato a solo cuatro equipos. Ese mismo año el 8 de julio el Club Bolívar obtuvo su primer triunfo internacional frente a Gimnasia y Tiro de Salta al que derrotó por 2 a 1 en La Paz.
Un hecho fundamental de esta primera parte de la historia del club se dio en 1932 cuando Bolívar logró el primer campeonato de su historia jugado en dos series. El líder futbolístico de ese Bolívar fue uno de los grandes jugadores de la historia, Mario Alborta, centro delantero, y capitán celeste y de la selección boliviana. El certamen se inició el 26 de mayo, teniendo que suspenderse por los acontecimientos de la Guerra del Chaco entre Bolivia y Paraguay el 25 de septiembre. ”La Paz Fútbol Asociation”, dejó establecido que la ubicación y puntaje del momento se reconocía en la tabla final. Por esa circunstancia el Club Bolívar fue declarado campeón de ese año. Hay que subrayar que entonces el subcampeón fue The Strongest que a partir de ese año sería el rival más importantes de los bolivaristas.
Los dos siguientes años, 1933 y 1934, los torneos se suspendieron hasta que terminara el acontecimiento bélico que enfrentaba el país.
Concluida la guerra, el campeonato se reinició un año después, en 1935.
Los celestes se consagraron campeones por segunda vez en 1937. Ese mismo año recibieron en un amistoso internacional ante 20.000 personas a Juventud Antoniana de Salta, partido que terminó empatado en un gol.
Bolívar fue subcampeón en 1938, campeón por cuatro años consecutivos entre 1939 y 1942, logrando el tetracampeonato. Ese equipo estaba liderado por los jugadores Walter Saavedra, Rojas, Romero, Plaza, Gutiérrez y Garzón. Fue también subcampeón en 1943 y 1945.
1947 es un año señalado para Bolívar y para el fútbol boliviano, pues se produjo el debut con la casaca celeste de Víctor Agustín Ugarte, el tupiceño que llegó a La Paz para probarse y desde el primer día mostró su calidad. Bolívar lo hizo debutar frente a Ferroviario y ese mismo año estrenó su talento en la selección boliviana. Ugarte es para quienes lo vieron jugar, el indiscutible mejor jugador boliviano de la historia. Entreala derecho en el viejo esquema de 2-3-5, fue progresivamente retrasándose para manejar el equipo.

### Era Profesional

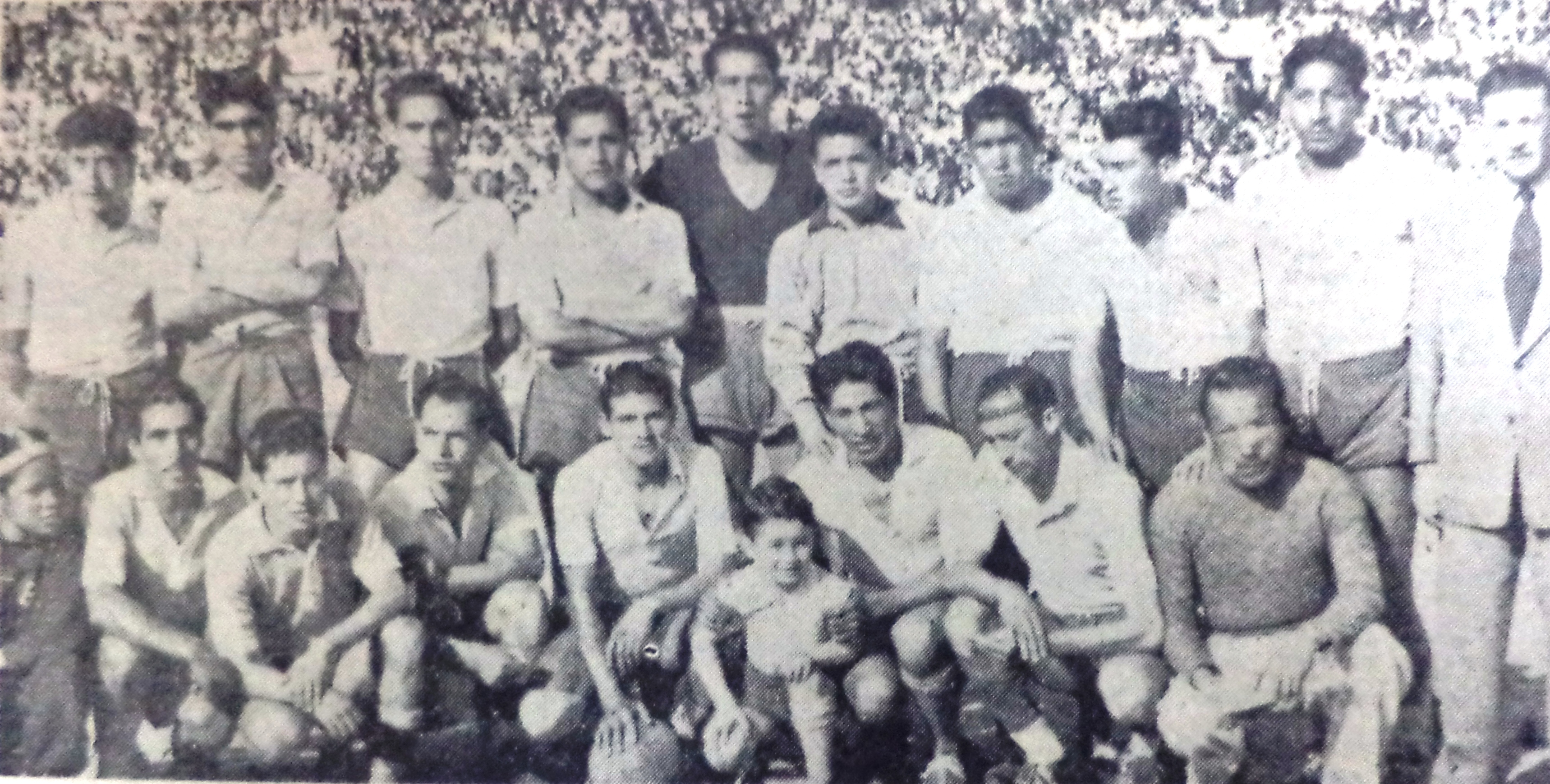
Bolívar ganador del primer título profesional de1950

En el año 1950 la Asociación de Fútbol de La Paz paso al profesionalismo, dividiendo su torneo en Primera “A” con los clubes ya consolidados desde el amateurismo y la división de aficionados. A partir del año 1954, la Asociación de Fútbol de La Paz, organizó 2 torneos paralelos: El Campeonato Oficial del Fútbol de La Paz, participaron clubes de la ciudad de La Paz y competían por el título de campeón paceño.
El Campeonato Integrado, participaron los clubes de La Paz, Cochabamba y Oruro, competían por el título de Campeón Nacional.
Bolívar fue el primer campeón paceño en la era profesional. En la presidencia de Armando Gamarra y bajo la dirección del tupiceño Víctor Agustín Ugarte, del tarijeño Mario Mena y la participación de jugadores de la talla del argentino Ramón Guillermo Santos, se consagró campeón con 21 puntos.
Entre los jugadores que llevaron al club a su primera gloria profesional estaban además de los tres caudillos: Conrado Kramer, Walter Vascones, Celestino Sandoval, Guillermo Baldellón, Arturo Miranda, Edgar Vargas, Fernando Sanzetenea, Benjamín Ugáz, Arlindo Puertas y Walter Orozco.
Con José Fiorilo obtuvo el título de 1953, por primera vez un equipo lograba el torneo profesional invicto con 11 triunfos y la friolera de 40 goles en 14 partidos.

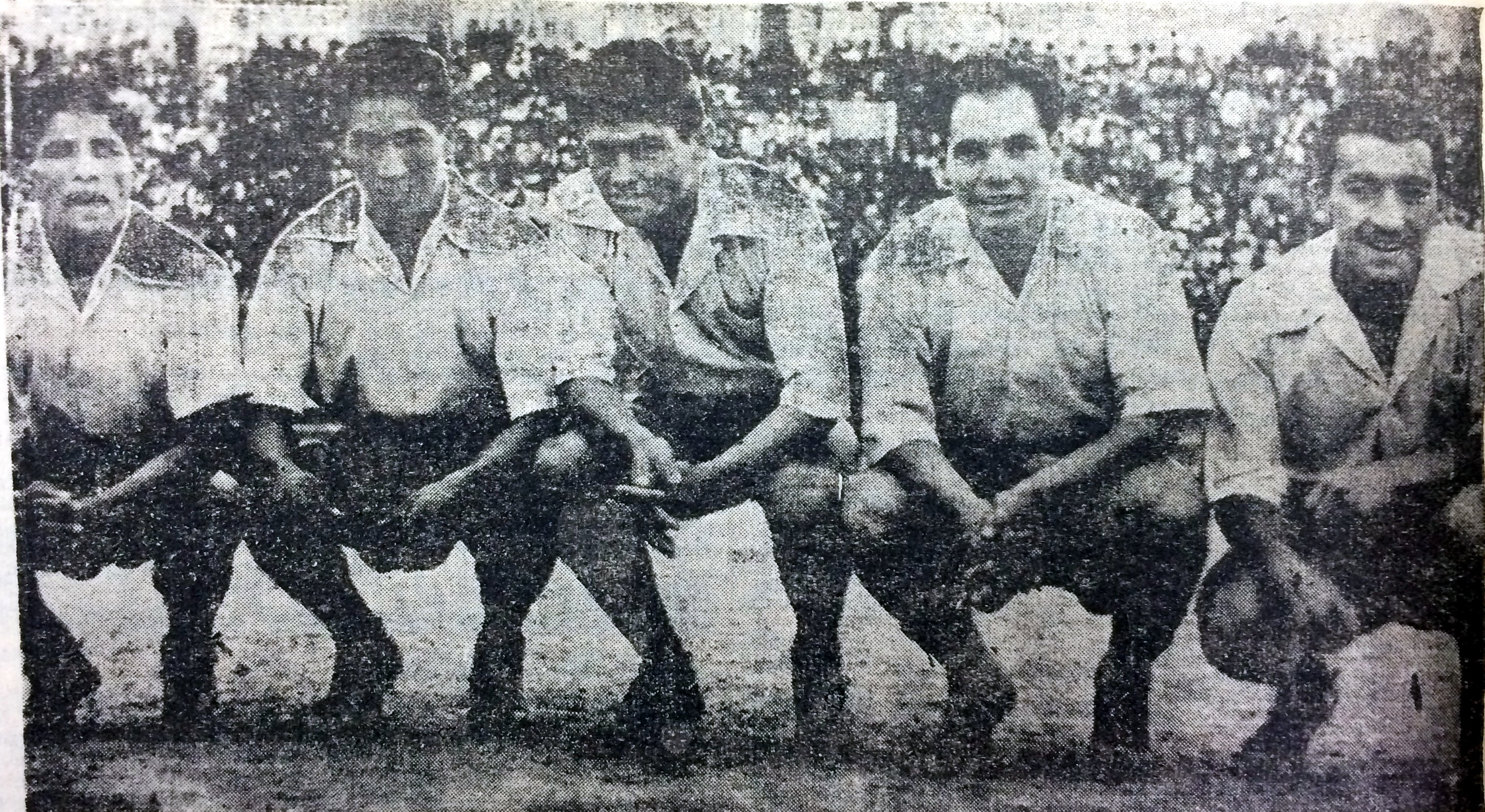
Lo que por entonces se conocía como "Vanguardia" del equipo campeón del campeonato profesional de 1953. De Izquierda a Derecha: Montoya, Ugarte. Albornoz, Mena y M. Vargas.

Repitió el éxito ganando el campeonato integrado de 1956. Dirigía el club Rodolfo Plaza Montero que había sido gran jugador nacional tanto de Bolívar como de la selección. Es el único exjugador de la institución que fue también presidente.
El partido inolvidable de sus amistosos internacionales lo jugó el 14 de enero de 1956 en La Paz cuando derrotó por una goleada histórica de 7 a 2 al Club Atlético River Plate de Buenos Aires. En el cuadro millonario jugaban Carrizo, Rossi, Bayro, Vernazza, Sívori, Méndez, Ángel Labruna y Zárate. Bolívar se dio un banquete. Fue un partido que se ha vuelto leyenda y los hinchas no se olvidan la histórica goleada.
La Federación Boliviana de Fútbol ante el hecho de que la Confederación Sudamericana de Fútbol (CONMEBOL) había organizado al comenzar el año el Campeonato Sudamericano de Clubes Campeones (luego denominado Libertadores de América), decidió crear un campeonato bajo su tutela, tomando el control de los torneos nacionales que habían estado bajo la administración de la AFLP.
El 1 de octubre de 1960 se creó el Torneo Mayor. Dada la exitosa experiencia de la década anterior con campeonatos bien organizados y trascendencia nacional. El presidente de la comisión encargada de ese torneo fue el presidente de la AFLP.
Seguidamente, el torneo pasó a llamarse “Copa Simón Bolívar”, de carácter regionalizado por la dificultad que había para trasladarse en esas épocas, jugándose así la fase final en los 4 últimos meses del año entre los ganadores de sus asociaciones y torneos regionales.
A partir de 1960 y hasta 1976 en el torneo nacional, logró los campeonatos de 1966 y 1968. Presidía entonces la institución Lauro Ocampo Crespo. En 1968 Bolívar logró el primer título bajo la presidencia de Mario Mercado Vaca Guzmán. En 1976 obtuvo su último título antes de la era liguera.

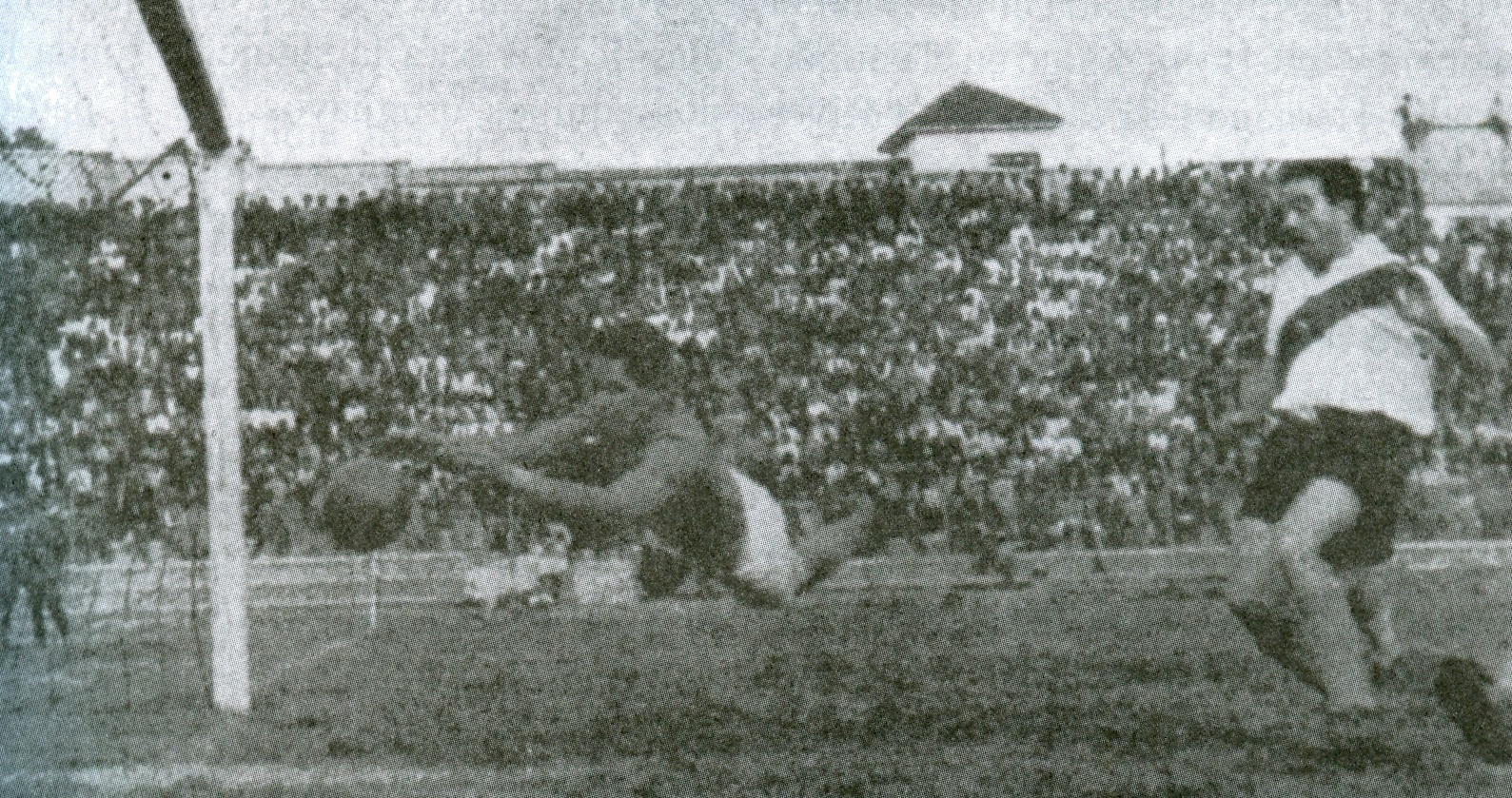
Victoria de Bolívar frente a River Plate (7- 2) el 14 de enero de 1956

Bolívar obtuvo en el campeonato paceño los títulos del 1966, el de 1967, los de 1969 y 1976 y los subcampeonatos de 1960,1968 y 1974.
En 1967 jugó su primera Copa Libertadores junto al Club Deportivo 31 de Octubre.
El año negro de la historia celeste se considera el 1964. Una mala campaña lo llevó al descenso en ese campeonato paceño frente a un equipo recién ascendido, Universitario de La Paz, el cual superó al Club Bolívar por 2 a 1.
En 1965 conformó un nuevo directorio encabezado por Luis Eduardo Siles Vargas y tuvo el apoyo de Mario Mercado Vaca Guzmán es ahí donde se da paso al nacimiento de la denominada “Operación retorno”.
Bolívar ganó el campeonato invicto de la segunda división de La Paz con un equipo que tenía mucha mayor jerarquía que sus rivales. A poco tiempo que el Bolívar descendió, se pensaba que el descenso era el inicio de la debacle de la institución al igual que fue para otras.
En 1975 Bolívar tenía una de las plantillas de mayor calidad del fútbol nacional, había descubierto a Carlos Aragonés mediocampista boliviano excepcional.
El equipo contaba también con Ovidio Messa, por entonces el mejor jugador nacional, con el talento de los grandes, una mezcla de mediocampo de creación y atacante neto.
Estaba allí el arquero de la selección Carlos Conrado Jiménez, Luis Gregorio Gallo que había vestido la casaca de la selección argentina, el joven Edgar Góngora, un defensor como Pablo Baldivieso y el gran caballero del área Ricardo Troncone.
La Academia obtuvo además los subcampeonatos de La Paz en 1974 y 1975.
Bolívar estuvo en la Copa Libertadores en 1970, 1976, 1977 y 1979. Aunque no pudo pasar de la primera fase. Tras su derrota en 1970 por 3 a 2 frente a Boca Juniors, inició un importante periodo en el que no fue derrotado jugando como local en La Paz hasta 1983.

### Era Liguera
La crisis estructural del fútbol puesta en evidencia por la catástrofe de la selección en Cali, llevó a crear una entidad con la participación exclusiva de los clubes profesionales a nivel nacional.
El 23 de agosto de 1977 en el entonces hotel Sheraton de La Paz, 16 clubes de casi todo el país, decidieron dar vida a la Liga del Fútbol Profesional Boliviano. El nacimiento de la Liga dio lugar al comienzo de una nueva era en fútbol boliviano comúnmente conocida como era liguera.
El Club Bolívar Obtuvo el segundo campeonato liguero, el de 1978.
El equipo campeón de 1978, el primer Bolívar campeón de esta nueva era: Carlos Conrado Jiménez, José Queiroz, Carlos del Puerto y Vlado Svigir; Ricardo Troncone, Aldo Fierro, Ramiro Vargas, Jimmy Lima, Héctor Cáceres, Pablo Baldivieso, Luis Gregorio Gallo; Erland Araoz, Stephan Matic, Carlos Aragonés; Viviano Lugo, Raúl Alberto Morales, Waldino Palacios, Jesús Reynaldo, Porfirio “Tamayá” Jiménez” y Carlos Borja (entonces puntero derecho).
En 1979 ganó un certamen menor de carácter oficial, llamado Copa Liga.

### Campeón de la Copa Liga
Tras ganar la final del torneo se consagró Campeón de la Copa Liga del Fútbol Profesional Boliviano, obteniendo el único título de esta característica organizado por la LFPB.
|                                                    |
| Copa Liga Bolívar Campeonato Liguero Apertura 1979 |

En la década de 1980 y 1990, Bolívar logró su apogeo en el plano deportivo, logrando un total de diez títulos. Durante la década de 1980 conquistó su primer bicampeonato en los torneos de 1982 y 1983, obtuvo el torneo de 1985 y también su segundo bicampeonato ganando los torneos de 1987 y 1988. En los años 1990 volvió a consagrarse bicampeón en 1991-1992, en 1994, otra vez bicampeón en 1996-1997 y subcampeón en 1990 y 1993.
Con Mario Mercado como presidente, ‘'La Academia’' consiguió 9 de sus 30 títulos nacionales.

#### ElsigloXXI
En el nuevo milenio, Bolívar ganó su primer título, al ganar el Torneo Apertura 2001. Al año siguiente mejora su campaña y obtiene el campeonato de Primera División al ganar los dos torneos cortos (Apertura y Clausura). La temporada significó también la consagración de Joaquín Botero quien logró terminar el año con 49 tantos, lo que le valió para que la Federación Internacional de Historia y Estadística del Fútbol (IFFHS), lo premie como el mejor goleador mundial de Primera División en 2002.
A partir de 2003 se dejó de jugar la final anual y los ganadores de ambos torneos Apertura y Clausura fueron considerados Campeones Nacionales de Primera División. De este modo, el club obtuvo los títulos del torneo Apertura 2004, el torneo adecuación 2005 y el torneo clausura 2006.

#### La inversión de Baisa
En 2008 malas gestiones dejaron en quiebra a la institución y se inició un nuevo ciclo en el club, con el proyecto BAISA y el tándem Marcelo Claure, Guido Loayza. El primer logró de esta nueva fase celeste se dio en el Campeonato Apertura de 2009.
En 2011 logró coronarse campeón del torneo Adecuación de la Liga.
En 2013 el club Bolívar logra ganar el torneo el Clausura.
En la segunda mitad del año 2014 Bolívar logra ganar el Torneo Apertura, en el siguiente torneo volvió a ganar el Torneo Clausura 2015.
El equipo celeste repitió por sexta vez un bicampeonato, al obtener el Torneo Clausura y Apertura 2017 logrando así su vigésimo segundo título de Primera División.
Con 54 puntos, los celestes alcanzaron una nueva corona en la División Profesional consagrándose campeón del Torneo Apertura 2019 y obteniendo su título número 23.
El 12 de junio de 2022 "La Academia" alcanzaba su título número 30 al vencer a su clásico rival por 3-0.

## Participaciones internacionales
En 1967 accedió por primera vez a los torneos internacionales Conmebol. Fue el comienzo de una brillante historia de los académicos celestes, ya que es el club boliviano que estadísticamente mejor a representado a Bolivia en dichos torneos. El debut copero de los celestes en 1967. Terminó en el cuarto lugar entre seis equipos. El primer encuentro internacional en esa copa lo jugó el 19 de marzo de 1967 en La Paz frente a River Plate con un empate a 3 goles. El 10 de mayo de 1967 obtuvo su primer triunfo como visitante en Bogotá frente al Independiente Santa Fe por 2 a 1.
Su segunda participación fue épica. Empató el segundo lugar con Olimpia y disputó el desempate en Buenos Aires. Perdió por un estrecho 2 a 1. La clasificación quedó en deseo, pero los celestes mostraron su calidad y la talla del cuadro.
En Copa Libertadores registra 39 participaciones (hasta la Copa Libertadores 2025), siendo el séptimo club sudamericano que más a accedido a dicha competición desde 1967. Acumulando 269 partidos jugados desde su debut. Además el club logra posicionarse en el noveno puesto de la tabla histórica de la Copa Libertadores, solo por detrás de River Plate, Nacional, Boca Juniors, Peñarol, Olimpia, Cerro Porteño, Palmeiras y Grêmio. Dentro este torneo continental, Bolívar se posiciona como el noveno club sudamericano con más victorias, con un total de 108 victorias en la competición y el octavo club en la copa en marcar más goles, 400 en total. Sus mejores actuaciones fueron las ediciones de 1986 y 2014, ya que cuando alcanzó la estancia de semifinales. Esta última es especial, porque convirtió a Bolívar en el único equipo boliviano en ser semifinalista de la Copa Libertadores de América en su formato actual (eliminatorias desde octavos de final).
Bolívar es el 5.º equipo de América con más participaciones en octavos de final de la Copa Libertadores de América con un total de 12 participaciones.
Además participó 13 veces en la Copa Sudamericana donde llegó a ser subcampeón el 2004. Siendo Bolívar el único club boliviano en juego que llegó a una final internacional, pero el segundo club boliviano en llegar a una final internacional, el primero fue el también club paceño Mariscal Santa Cruz, quien se consagró campeón de la Recopa Sudamericana de Clubes de 1970.
El club Bolívar igualmente llegó a ser semifinalista en la primera Copa Sudamericanael año 2002, torneo donde se posiciona en el puesto 20 de la tabla histórica de la competencia internacional.
En 1996 participó en la Copa Conmebol.
Hasta la fecha el Bolívar se ubica en el puesto número 27 en el Ranking CONMEBOL de la Copa Conmebol Libertadores y Sudamericana, seguido por clubes grandes de América como a Colo-Colo, Racing Club, Club Atlético River Plate, Club Atlético San Lorenzo de Almagro y Botafogo de Futebol e Regatas.
En su última participación en torneos internacionales, el club clasificó históricamente en Brasil por sexta vez en su historia a los cuartos de final de la Copa Libertadores 2023, siendo así el club boliviano que más ha alcanzado esta instancia en la Copa Libertadores, ya que los únicos en lograrlo fueron Wilstermann en 1981 y Oriente Petrolero en 1985, además de ser el primer equipo del club celeste en clasificarse fuera del país en un ida y vuelta. Histórico de igual forma fue que este equipo es el equipo boliviano que consiguió el mejor puntaje de este siglo en esta competencia internacional.

### Presentaciones destacables en torneos internacionales

#### Copa Libertadores 1986
Acompañado por el subcampeón Wilstermann, enfrentó a Universitario de Lima y Universidad Técnica de Cajamarca. La Academia ganó cómodamente sus tres partidos de local, 2 a 0 a Wilstermann, 4 a 0 a Universitario y 2 a 1 a Cajamarca. Pero lo importante fue su triunfo por 2 a 1 en Cochabamba con dos goles de Fernando Salinas que inscribiría su nombre entre los mayores goleadores de la historia del torneo.
Para asegurar la clasificación requería por lo menos un punto en Perú. Perdió 3-2 ante los cremas en Lima, sin embargo el 24 de mayo enfrentó a la U de Cajamarca en esa ciudad. Comenzó perdiendo por 2 a 0, pero bajo el mando del gran mediocampista Carlos Ángel “Zurdo” López enderezó las cosas, descontó el propio López y empató Salinas sellando por primera vez su pase a la segunda instancia.
En la semifinal le tocó América de Cali y Olimpia del Paraguay. Debutó perdiendo en Asunción por 3 a 1. En La Paz derrotó con claridad a América por 2 a 0. El partido que rompió las opciones celestes se jugó en Cali. Bolívar comenzó ganando con un gol del gran puntero izquierdo de la selección peruana Jorge “Coqui” Hirano nada más comenzar el segundo tiempo. Los celestes, con los dientes apretados, mantuvieron el triunfo hasta los 30 minutos en que los locales lograron empatar. A los 39, Ricardo Gareca logró el triunfo para el América. El último partido en La Paz le daba todavía opciones a la Academia, pero Olimpia abrió la cuenta y Abdeneve empató a los 27 de la segunda fracción. El tiempo no alcanzó. América logró 5 puntos, Olimpia 4 y Bolívar 3. En la tabla total de ese torneo, con sus 12 puntos, Bolívar quedó detrás de River y América logrado ocupar el tercer lugar.

#### Copa Sudamericana 2002
La primera Copa Sudamericana se disputó en 2002. El primer partido de esta historia lo disputaron Deportivo Táchira y Monagas que jugaron en San Cristóbal (Venezuela) el 28 de agosto de 2002, ganó Monagas por 2 a 0. En lo que toca a equipos bolivianos, el primer partido de Copa Sudamericana lo jugaron en La Paz; Bolívar y Oriente Petrolero el 3 de septiembre de 2002, ganó Bolívar por 4 goles a 2.
El primer partido internacional disputado por un equipo boliviano lo jugó Bolívar en el Hernando Siles el 19 de septiembre, enfrentando a Libertad de Paraguay. Los celestes ganaron por 2 goles a 0. La Academia alineó este equipo: José Carlo Fernández; Luis Gatty Ribeiro, Marco Antonio Sandy, (64’ Julio C. Ferreira), Martín Lígori y Oscar Sánchez; Percy Colque, Iván Castillo, Rubén Tufiño y Pedro Guiberguis; Joaquín Botero y Gonzalo Galindo, (80’ Miguel Mercado). Fue director técnico Vladimir Soria que dos años después llevó a Bolívar a la gloria. Anotaron esa noche ante 15.000 espectadores Galindo a los 8 minutos y Guiberguis a los 13.
El debut nacional no pudo ser más auspicioso, el equipo de Soria llegó a la semifinal. Ganó todos sus partidos como local (4-2 a Oriente Petrolero; 2-0 a Libertad; 4-1 a Gimnasia y Esgrima de La Plata de Argentina y 2-1 a San Lorenzo de Argentina). Como visitante arrancó un solo punto de visita frente a Libertad en Asunción (1-1).
El partido decisivo lo jugó en Buenos Aires el 11 de noviembre frente a los “cuervos” en el Nuevo Gasómetro. Fue un partidazo. Dirigía a los argentinos Rubén Insúa que muchos años después sería técnico de Bolívar. En 20 minutos San Lorenzo pareció tener el partido en el bolsillo con tres goles. Abrió Chatruc (7’), aumentaron Michelini (9’) y Astudillo (17’), pero Bolívar se rehízo. Ordenó líneas y propuso fútbol de contragolpe con el trabajo en medio campo de Galindo, las extraordinarias escapadas de Gatty Ribeiro y un soberbio Botero. A los 34 Botero anotó de cabeza, un golazo; un minuto después aumentó Galindo con tiro rasante. El primer tiempo fue un espectáculo. En la segunda mitad San Lorenzo no pudo romper la defensa boliviana con Sánchez y Sandy como bastiones, hasta que a los 36 aumentó Astudillo liquidando el compromiso. Pero Bolívar había llegado a la semifinal en la primera versión de esta nueva copa internacional. Ganó esa primera versión, precisamente el rival de los celestes el argentino San Lorenzo de Almagro.
Queda destacar que el delantero boliviano Gonzalo Galindo - conjuntamente con Pierre Webó y Rodrigo Astudillo - fue goleador de este torneo, al haber marcado 4 goles en total.

#### Copa Sudamericana 2004
Dos años después de su exitosa primera participación en la Copa Sudamericana 2002 logrando llegar a semifinales del torneo, Bolívar vuelva a la competición para esta vez obteniendo el subcampeonato en su primera final en torneos intertnacionales. La competición, derrotando a sus compatriotas del Aurora, por un marcador agregado de 5-2, en la llave de equipos bolivianos. Días después, se enfrentó al equipo chileno Universidad de Concepción, por un boleto a los cuartos de final del torneo, empatando sin goles en Chile, pero ganando 4-2 en La Paz. Pese a que Bolívar clasificó a los cuartos de final, la llave de vuelta en La Paz quedó marcada por el gol de arco a arco del portero del equipo chileno, Nicolás Peric.
Ya en cuartos de final, se enfrentó al club Arsenal de Sarandí de Argentina, perdiendo en la ida 1-0, aunque en la vuelta venció por 3-0. En las semifinales, se enfrentó a la Liga de Quito de Ecuador, ganándole por un marcador agregado de 3-2 y se clasificó históricamente a su primera final internacional.
En la final, jugó contra Boca Juniors de la Argentina. El club boliviano jugó el partido de ida en el Estadio Hernando Siles, derrotando al club argentino por la mínima diferencia, gracias al gol de Horacio Chiorazzo en el minuto 75. En el partido de vuelta, disputado en Buenos Aires en La Bombonera, el equipo boliviano dirigido por el internacional boliviano Vladimir Soria, perdió 2-0 debido a los goles de Martín Palermo y Carlos Tévez, en los minutos 14 y 28 respectivamente y así el club boliviano, resultó subcampeón del certamen continental.
El club Bolívar acabó el año 2004 en el puesto 32 del ranking mundial de clubes por encima de varios clubes de gran tradición, como el Bayern de Múnich (39), Cruzeiro de Belo Horizonte (44), América de México (52) y Cerro Porteño (68), entre otros clubes.

#### Copa Libertadores 2014
La noche del 15 de mayo de 2014 Bolívar logró clasificarse por segunda vez en su historia a semifinales de Copa Libertadores, esta vez en la edición de 2014. Durante esta instancia, la Academia venció a León, Emelec y Flamengo en fase de grupos.
En la instancia de octavos de final nuevamente a León; mientras que en cuartos de final venció a Lanús de Argentina (tras haber empatado 1-1 en Buenos Aires y ganado 1-0 en La Paz). Sin embargo, en semifinales cayó ante San Lorenzo de Almagro (con una derrota 5-0 en Buenos Aires, y una victoria 1-0 en La Paz), quedando eliminado ante el que ese año se consagraría campeón del certamen.
El equipo celeste tuvo en esa gestión una decorosa participación en el torneo internacional. Disputó 12 encuentros, ganó 5, perdió 2 e igualó 5; marcó 14 goles y su valla cayó en 15 ocasiones.
El técnico era el español Xabier Azkargorta y entre los jugadores estaban Romel Quiñonez, Nelson Cabrera, Wálter Flores, José Luis Sánchez Capdevila, Juan Carlos Arce, William Ferreira y Juan Miguel Callejón; este último fue el goleador académico con cuatro conquistas en esa edición copera.

## Administración
El club Bolívar ha tenido veintinueve presidentes en su historia, siendo el primer presidente del club el boliviano Armando Gamarra.
El actual presidente del club es Marcelo Claure, consiguió la presidencia al ganar las elecciones celebradas el 31 de enero de 2020.

## Uniforme

### Evolución: Titular
| 1993 | 2004 | 2011 | 2012 | 2013 | 2014 |  | 2015-16 | 2016-17 | 2017-18 | 2018-19 |

| 2019-20 | 2021-22 | 2022-23 |

### Evolución: Suplente
| 2011 | 2012 | 2014 | 2015 | 2015-16 | 2016-17 | 2017-18 | 2018-19 | 2019-20 | 2021-22 | 2022-23 |

### Evolución: Tercera
| 2012 | 2016-17 | 2019 | 2020 | 2020-21 | 2021-22 | 2022-23 |

### Patrocinio
| Período   | Proveedor    |
| --------- | ------------ |
| 1985–1986 | Adidas       |
| 1987–1991 | PG           |
| 1991–1992 | Calvo        |
| 1993–1994 | PG           |
| 1993–1995 | Penalty      |
| 1995–1996 | PG           |
| 1996–1997 | Penalty      |
| 1997–1998 | Nike         |
| 1999      | GAV          |
| 2000–2002 | Puma         |
| 2003–2006 | Adidas       |
| 2006–2009 | Umbro        |
| 2010      | Puma         |
| 2011      | Bolívarmania |
| 2011–2013 | Admiral      |
| 2013–2016 | Marathon     |
| 2016–2020 | Joma         |
| 2021–     | Puma         |

| Período   | Patrocinador     |
| --------- | ---------------- |
| 1979–1980 | Iberia           |
| 1981      | Papaya Salvietti |
| 1982      | Plusher          |
| 1984      | BBA              |
| 1985      | Adidas           |
| 1986–1987 | Banco de La Paz  |
| 1988–1989 | Paceña           |
| 1990–1994 | Banco de La Paz  |
| 1995      | Caterpillar      |
| 1996–1997 | Última Hora      |
| 1998–2000 | Taquiña          |
| 2002–2007 | Coca-Cola        |
| 2008–2009 | Entel            |
| 2010–2014 | Samsung          |
| 2014      | Brightstar       |
| 2015–2016 | Huawei           |
| 2017–2019 | Samsung          |
| 2020      | Bolívarmania     |
| 2020–2023 | Chevrolet        |
| 2023–     | Suzuki           |

## Infraestructura

### Antiguo Estadio Libertador Simón Bolívar
Desde 1976 el club cuenta con un estadio propio, el Estadio Libertador Simón Bolívar ubicado en la zona de Tembladerani, inaugurado en 1976, el cual ostentaba una capacidad inicial de 25.000 espectadores.
La idea de construir un escenario tomó cuerpo en 1973, cuando el escenario se encontraba completamente amurallado y ya existía un gramado.
Mercado viajó en varias ocasiones a la Argentina para conseguir el crédito de medio millón de dólares para la importación de las estructuras metálicas que luego fueron armadas en el estadio. Ese fue el origen de la construcción de las tribunas este, oeste y sur, ya que la norte fue y para antes de su demolición mantenía una estructura de cemento.
Tembladerani fue inaugurado en enero de 1976 con un clásico paceño que concluyó igualado a un gol por lado.
En septiembre de ese año Bolívar conseguía dar su primera vuelta olímpica en ese escenario al ganar el campeonato de la Asociación de Fútbol de La Paz (AFLP), de forma invicta. Luego vino la obtención de la Copa Simón Bolívar, la última antes de la fundación de la desaparecida Liga del Fútbol Profesional Boliviano.
En el libro las Memorias del Club Bolívar se menciona que al margen de Mario Mecado, los dirigentes Alfredo Rojas y Guillermo Monje fueron claves para que en un tiempo récord se consiga tener el estadio en condiciones de albergar la clasificatoria al Mundial de Argentina 1978.
Bolívar jugó la Copa Libertadores de 1977 en su cancha frente a Oriente Petrolero, Atlético Nacional de Medellín y el Deportivo Cali.
El 21 de enero de 2021, se inició el proceso de demolición del estadio, para la construcción de un nuevo recinto. Se espera tenga una capacidad de 25000 personas.

### Centro de Alto Rendimiento Ananta
Los dirigentes del Club Bolívar, Claure y el alcalde de La Paz Arias inauguraron el 11 de marzo de 2023 el nuevo Centro de Alto Rendimiento Ananta Instalaciones donde el club Bolívar, entrena y se desarrolla constantemente. 
Esta es una de las propias instalaciones del club localizadas en la ciudad de La Paz con una infraestructura de primer nivel.
El CAR cuenta con 7 hectáreas de terreno, tres canchas con normativas FIFA, un edificio de más de 2000 metros cuadrados con alta tecnología para el trabajo en altura, y espacios de recreación, siendo esste nuevo Centro de Alto Rendimiento la infraestructura deportiva más importante del país y una de las más modernas de América Latina. El CAR se ubica a 3100 metros de altura, en la zona de Ananta, aproximadamente a 20 minutos de la zona sur de La Paz.
El complejo cuenta con tres canchas: la cancha A, la principal y donde entrena el primer plantel, será de césped natural y tendrá la forma de una tableta (105 m x 105 m) y cuyo sembrado se inició en mayo de 2022. Este campo brinda la facilidad de hacer distintos tipos de entrenamientos, es adaptable a los trabajos que requiera el equipo y el mantenimiento será más eficiente.
La cancha B, que fue la primera en quedar terminada, también cuenta con pasto natural, y tiene las dimensiones de una cancha profesional, 105 m x 68 m.
La cancha C, al igual que la B, tiene medidas de 105 m x 68 m, pero esta cuenta con césped sintético. En este campo entrenan mayormente nuestro Plantel Femenino y los equipos formativos.
"El proyecto del CAR va más allá de lo futbolístico, donde el impacto que estamos generando con esta obra es social y económico para su entorno y la comunidad" afirmó el presidente del club Marcelo Claure.

### Centro de Alto Rendimiento Santa Cruz de la Sierra
Las academias de formación de talento en la ciudad de Santa Cruz de la Sierra a partir del año 2023 contarán con la mejor infraestructura para la formación de jóvenes futbolistas de manera integral. Cuatro canchas de primer nivel, vestuarios, dos piscinas de recuperación, vivienda para más de 60 personas, gimnasios, salas de estudios virtual, salas de entrenamiento y oficinas, serán los servicios para cambiar el futuro no solo del fútbol boliviano, pero también de cientos de chicos que pasarán por sus instalaciones para ser mejores personas.
Una academia que formará cada año a casi un centenar de muchachos, en un programa diseñado en conjunto con City Football Group, quienes la han certificado como la 5.ª CFA (City Football Academy) del mundo. Los equipos de nuestra academia representarán a Bolívar a lo largo del mundo, tal como lo hizo la Tahuichi en la década de los 90.

### Edificio Mario Mercado
El edificio Mario Mercado Vaca Guzmán, es un rascacielos en la ciudad La Paz, en Bolivia financiado por BAISA SRL (Bolívar Administración e Inversiones Sociedad de Responsabilidad Limitada).
Con una altura estimada de 107,56 m, distribuidos en 27 pisos. El complejo costó $12.500.000 y será la nueva sede del Club Bolívar. 
El proyecto, denominado Construimos tus Sueños, cuenta con 144 departamentos de vivienda, dos mezanines de oficinas, un piso de locales comerciales, un supermercado, salón de eventos, jardín, cancha de fútbol con césped sintético, gimnasio, dos canchas de raquetbol, sala de niños y 200 estacionamientos distribuidos en cinco niveles.
El edificio, se encuentra ubicado en la zona de Obrajes, su construcción comenzó en septiembre de 2011 y culminó el 2015.

### Estadio Hernando Siles
Con el paso de los años y por su poca manuntención, el Estadio Libertador Simón Bolívar quedó chico para albergar partidos oficiales del club. Es por eso que los celestes empezaron a jugar de locales en el Estadio Hernando Siles, dejando así de lado el complejo de Tembladerani para prácticas y partidos amistosos del club.
El Hernando Siles, el estadio más amplio del país, fue inaugurado en 1931, el recinto tiene un aforo para 41 143 espectadores, y ha sido sede de tres Copas América, numerosos encuentros de las eliminatorias para la Copa Mundial de la FIFA y del partido de ida en la final de la Copa Sudamericana 2004.
Está localizado en el barrio de Miraflores, a una altitud de 3601 metros sobre el nivel del mar, haciéndolo uno de los estadios de mayor altitud del mundo.

## Hinchada

### Encuestas
Diversos estudios de opinión pública ubican a Bolívar como el club de fútbol con mayor cantidad de simpatizantes en Bolivia. Entre ellos, una encuesta realizada por el Grupo de Investigación denominado Equipos Mori en 2009 lo posicionó primero con un 31 % de las preferencias. Asimismo otro estudio hecho por Equipos Mori en 2010 a 5874 personas de Santa Cruz, La Paz, El Alto y Cochabamba lo ubicó primero con un 36 % de las preferencias.
Por otra parte la Fundación Jubileo en un sondeo realizado a 1200 personas los departamentos de La Paz, Cochabamba y Santa Cruz en 2011 también lo ubicó primero con un 24,2 % de seguidores. También en 2013, una encuesta efectuada por Data Siete a 800 personas de las ciudades de La Paz, El Alto, Cochabamba y Santa Cruz le otorgó un 26 % de las preferencias. Otro estudio realizado por IPSOS en 2016 a 1088 personas de las áreas urbanas y rurales de los nueve departamentos de Bolivia le otorgó un 40 % de las preferencias.

### Barras organizadas
Por la década de los 70 y principios del 80 existía una barra denominada Barra Acalorada que se ubicaba en la curva del estadio Libertador Simón Bolívar, con el pasar de los años apareció la Barra Académica ubicada en la recta de general, pero al ver que en la curva sur era más emotiva nace la idea de formar una barra más, pero que esta de aliento constante, entonces se forma la Barra "Furia celeste".
En 1986 este grupo de hinchas se consolida como la barra brava oficial del Bolívar. Ese mismo año toman ubicación en la curva sur bandeja alta y se denominan paralelamente como la Barra Academia Vikingos.
Al pasar los años se hizo evidente el posible derrumbe de la bandeja alta de la curva sur, con las críticas de la prensa y la molestia de la policía se vieron obligados a bajar a la bandeja baja de la curva sur.
Debido a los innumerables disturbios que existían con la barra de The Strongest, el CDD exigió que una de las barras se traslade a la curva norte, después de un acuerdo de jefes de barra se dispuso que la barra del equipo perdedor del siguiente clásico debía irse a la curva norte, el ganador del clásico fue The Strongest por 3 a 1 razón por la cual la barra bolivarista debía trasladarse a la curva sur.
En marzo de 1993, se aceptó la idea de que la curva norte del Estadio Hernando Siles, se identifique por el aliento a su club y surgió la idea de cambiar el nombre a la barra. Tras una decisión unánime, se decidió el nombre Furia Celeste.
Se reconoció a esta barra por el increíble aliento que le daba al equipo.
Transcurrió 1995 con altibajos del equipo en su rendimiento pero la hinchada seguía fiel. Y llegó la catástrofe cuando San José empató 0:0 de locales dejando fuera del campeonato, con eso se vio también que la época y presencia en la Furia Celeste había terminado.
Varios integrantes decidieron por aclamación unánime separarse de la “Furia Celeste” hacia un costado de la misma tribuna hasta que aquellos dirigentes salgan de la Furia y no vuelvan más. Así una noche de enero de 1996 se reunieron para definir lo que realmente querían como hinchada.
De esta manera decidieron ubicarse a un lado de la misma tribuna puesto que, y tomaron el nombre de «Facción Radikal XII 90 Minutos de Aguante» puesto que: “nuestro cariño y manera de alentar será siempre así: radical”.
Ahí nuevamente desde el anonimato continuaron con el apoyo al equipo siempre tratando de renovarse en la manera de apoyar pero siempre manteniendo el aliento en las buenas y en las malas.
El "Aguante Celeste" apareció en 2009 y fue una de las filiales de la Furia Celeste. Posteriormente empezaron a formarse problemas internos entre los integrantes de "Aguante Celeste", los problemas aumentaron hasta el extremo que varios integrantes decidieron crear otra barra denominada "La Banda del Traidor", esta decidió marcharse a la Curva Sur.
En el 2012 ocurrió la fusión de las barras Furia Celeste, Aguante Celeste y La Banda del Traidor, dando nacimiento a La Vieja Escuela.

## Datos del club
- Fundación: 12 de abril de 1925
- Socios: 7000[nota 2][57]
- Puesto en la clasificación histórica de la Primera División: 1.º
- Temporadas en Primera División: 82. (1950-1960, 1964,  1966-1970, 1974-act.).
- Temporadas ausente de Primera División: 5 (1961, 1965, 1971-1973).
- Descensos de categoría: 1 (1964)
- Mejor puesto en Primera División: 1.º (31 veces).
- Peor puesto en Primera División: 9.º (Clausura 2012).[58]
- Mejor ubicación en torneos internacionales: Subcampeón (Copa Sudamericana 2004)
- Participaciones en torneos Internacionales:
  - Copa Libertadores de América (39): 1967, 1969, 1970, 1976, 1977, 1979, 1983, 1984, 1986, 1988, 1989, 1991, 1992, 1993, 1994, 1995, 1997, 1998, 2000, 2002, 2003, 2004, 2005, 2006, 2007, 2010, 2011, 2012, 2013, 2014, 2016, 2018, 2019, 2020, 2021, 2022, 2023, 2024, 2025.
  - Copa Sudamericana (13): 2002, 2003, 2004, 2005, 2006, 2008, 2015, 2016, 2017, 2018, 2020, 2021, 2025.
  - Copa Conmebol (1): 1996.
- Resumen estadístico
- En negrita competiciones en activo.

| Torneo                       | TJ | PJ  | PG  | PE | PP  | GF  | GC  | Dif. | Puntos |
| ---------------------------- | -- | --- | --- | -- | --- | --- | --- | ---- | ------ |
| Copa Libertadores de América | 39 | 269 | 108 | 55 | 106 | 400 | 410 | -10  | 334    |
| Copa Sudamericana            | 13 | 51  | 21  | 10 | 20  | 75  | 71  | +4   | 73     |
| Copa Conmebol                | 1  | 2   | 1   | 0  | 1   | 4   | 4   | 0    | 3      |
| Total                        | 53 | 322 | 130 | 65 | 127 | 479 | 485 | -6   | 410    |

## Rankings

### Rankings deIFFHS
- Ranking mundial de clubes del siglo XXI: 141.º.[59]
- Ranking continental de clubes del siglo XXI: 39.º
- Ranking continental de clubes del siglo XX: 46.º

### Rankings deConmebol
- Ranking de Clubes de la Conmebol: 29.º

## Jugadores

### Récords
| Goleadores         | Goleadores         | Goleadores         | Presencias         | Presencias         | Presencias         |
| ------------------ | ------------------ | ------------------ | ------------------ | ------------------ | ------------------ |
| 1.                 | Fernando Salinas   | 222 goles          | 1.                 | Carlos Borja       | 609 partidos       |
| 2.                 | William Ferreira   | 182 goles          | 2.                 | Vladimir Soria     | 593 partidos       |
| 3.                 | Joaquín Botero     | 156 goles          | 3.                 | Marco Sandy        | 479 partidos       |
| 4.                 | Carlos Borja       | 143 goles          | 4.                 | Miguel Mercado     | 448 partidos       |
| 5.                 | Jorge Hirano       | 139 goles          | 5.                 | Fernando Salinas   | 347 partidos       |
| Ver lista completa | Ver lista completa | Ver lista completa | Ver lista completa | Ver lista completa | Ver lista completa |

Nota: En negrita los jugadores activos en el club.

### Plantilla 2025
- Los equipos bolivianos están limitados por la FBF a tener en su plantel un máximo de seis futbolistas extranjeros.
- Por disposición de la FBF, se debe considerar la participación obligatoria de un futbolista de la categoría sub-20 y otro de la categoría sub-23 por partido.

### Transferencias 2025
| Altas               |               |                     |          |      |
| Futbolista          | Posición      | Procedencia         | Tipo     | Ref. |
| Segundo Semestre    |               |                     |          |      |
| Daniel Cataño       | Mediocampista | Millonarios F.C.    | Libre    |      |
| Santiago Echeverría | Defensa       | Nacional Potosí     | Libre    |      |
| Ignacio Gariglio    | Defensa       | Deportivo Garcilaso | Libre    |      |
| Martín Cauteruccio  | Delantero     | Sporting Cristal    | Libre    |      |
| Damián Batallini    | Delantero     | Argentinos Juniors  | Préstamo |      |

| Bajas                    |               |                   |                       |      |
| Futbolista               | Posición      | Destino           | Tipo                  | Ref. |
| Segundo Semestre         |               |                   |                       |      |
| Henry Vaca               | Mediocampista | Oriente Petrolero | Rescisión de contrato |      |
| Roberto Carlos Fernández | Defensa       | FC Akron          | Traspaso              |      |
| Bruno Sávio              | Delantero     | Millonarios F.C.  | Fin de contrato       |      |
| Fábio Gomes              | Delantero     | Mazatlán          | Fin de contrato       |      |
| Jairo Quinteros          | Defensa       | Oriente Petrolero | Rescisión de contrato |      |
| Lucas Chávez             | Delantero     | Volta Redonda     | Préstamo              |      |

## Entrenadores
Actualmente Flavio Robatto es el director técnico, luego del fin del interinato de los codirectores técnicos Vladimir Soria y Walter Flores.

## Palmarés
En el total de sus secciones, el club ha obtenido 31 campeonatos y 15 subcampeonatos nacionales, y un subcampeonato internacional (todos en fútbol) .

### Torneos nacionales
| Competición                  | Títulos | Subtítulos |
| ---------------------------- | --- | --- |
| Campeonato Boliviano (31/15) | 1950, 1953, 1956, 1966, 1968, 1976, 1978, 1982, 1983, 1985, 1987, 1988, 1991, 1992, 1994, 1996, 1997, 2002, 2004-I, 2005-I, 2006-I, 2009-I, 2011-I, 2013-I, 2014-II, 2015-I, 2017-I, 2017-II, 2019-I, 2022-I, 2024. | 1951, 1969, 1975, 1990, 1993, 2001, 2003-I, 2005-II, 2007-I, 2009-II, 2010-II, 2013-II, 2015-II, 2016-II, 2023. |
| Copa de la Liga (2)          | 1979, 2023. | |
| Torneo Apertura (3/1)        | 1997, 2001, 2002. | 1999. |
| Torneo Clausura (2/1)        | 2002, 2024. | 1999. |

### Torneos internacionales
| Competición             | Títulos | Subtítulos |
| ----------------------- | ------- | ---------- |
| Copa Sudamericana (0/1) |         | 2004.      |

### Torneos regionales
| Competición                       | Títulos                                                                       | Subtítulos                                                                          |
| --------------------------------- | ----------------------------------------------------------------------------- | ----------------------------------------------------------------------------------- |
| Campeonato Paceño (13/14)         | 1932, 1937, 1939, 1940, 1941, 1942, 1950, 1953, 1956, 1966, 1967, 1969, 1976. | 1927, 1930, 1938, 1943, 1945, 1946, 1947, 1949, 1951, 1955, 1959, 1960, 1968, 1974. |
| Campeonato de Honor (1)           | 1942.                                                                         |                                                                                     |
| Torneo Integración (1)            | 2025*.                                                                        |                                                                                     |
| Campeonato de 2.ª Categoría (3/1) | 1936*, 1940*, 1965.                                                           | 1939*.                                                                              |
| Campeonato de 3.ª Categoría (1)   | 1940*.                                                                        |                                                                                     |
| Campeonato de 5.ª Categoría (2)   | 1940*, 1950*.                                                                 |                                                                                     |

* Logros obtenidos por equipos de reserva de institución.

## Otras secciones

### Equipo de reserva y secciones juveniles
Este equipo es un nexo de unión entre las secciones juveniles y el equipo profesional. En particular, permite que los jugadores del grupo profesional que han estado lesionados durante mucho tiempo regresen a la competencia gradualmente.

### Sección femenina
Aproximadamente 150 jugadoras fueron parte del festival de fútbol femenino que convocó Bolívar para comenzar a diseñar su equipo de mujeres que debe estar listo en 2019 y cumplir de esa manera con uno de los requisitos que exige la Confederación Sudamericana de Fútbol (Conmebol) para que todas las entidades del continente accedan a la licencia, que les habilita para disputar las distintas competencias internacionales.